# JRPG
Gra j-RPG – typ komputerowej gry fabularnej pochodzenia japońskiego.
Pierwsze przykłady gier należących do tego nurtu pojawiły się na początku lat 80. Gatunek zyskał jednak sławę dopiero w połowie lat 80., wraz z premierą pierwszej części popularnej serii Dragon Quest na konsolę Famicom firmy Nintendo – dystrybuował ją Square Enix w 1986 r., co później stało się podstawą do innych gier z gatunku, na które Dragon Quest wpłynął znacząco, jak choćby seria Final Fantasy, której pierwsza część ukazała się w 1987 r., a której różnorodne części są częścią sagi, która jest znana i lubiana na całym świecie.
Pomimo wielkiego sukcesu tej kategorii gier, znaczna większość z nich nie wychodzi poza Japonię, a tylko niektóre są tłumaczone i wydawane na Zachodzie.
Poza takimi seriami jak Dragon Quest i Final Fantasy, inne serie warte wspomnienia to Shin Megami Tensei i Fire Emblem. Kolejne przykłady to Pokemon, Xenosaga, Suikoden, Phantasy Star, Wild Arms, Tales of, Grandia, Shadow Hearts i wiele innych. Wiele tytułów nie doczekało się swojego sequela, między innymi takie gry jak Vagrant Story, Phantom Brave, The Legend of Dragoon itp.

## Cechy charakterystyczne
Jedną z fundamentalnych cech charakterystycznych gier RPG z Japonii jest styl walki. Kiedy awatar gracza, poruszając się po mapie, natrafia na potwory, ekran gry zmienia się na chwilową arenę walki, w której toczy się potyczka turowa (szczegóły różnią się między tytułami). Gracz steruje bohaterem/ami, a po ich turach, akcje podejmują potwory. Potwory i postacie graczy wymieniają się turami, aż jedna ze stron nie zostanie pokonana.
Inną cechą charakterystyczną jest grafika znana fanom anime, często z gigantycznymi mieczami i bardzo scenograficznymi kostiumami oraz sposób narracji typowy dla mang.
Najczęstszą krytyką gier j-RPG jest mały lub zupełny brak wpływu na wybory postaci i interpretację jej osobowości przez gracza, jak i liniowa fabuła. Z drugiej strony, dobrymi stronami j-RPG-ów jest dobrze skonstruowana fabuła ze zwrotami akcji, głębia psychologiczna bohaterów, duża różnorodność sytuacji i scen, wiele ukrytych bonusów i szczególna dbałość o detale. Niektóre gry j-RPG znalazły się w zestawieniach najlepszych gier RPG w historii, takie jak choćby Chrono Trigger i Final Fantasy VI, które zgodnie ze stroną IGN są najlepszymi przedstawicielem swojego gatunku.